# کاتالوگ بارنارد
کاتالوگ بارنارد (انگلیسی: Barnard Catalogue) فهرستی از ستاره‌شناس آمریکایی ادوارد امرسون برنارد درباره سحابی‌های تاریک است که با نام کاتالوگ نشانه‌های تاریک در آسمان، یا به اختصار کاتالوگ بارنارد شناخته می‌شود. سحابی های فهرست شده توسط بارنارد به عنوان اجسام بارنارد شناخته شده‌اند. در نسخه ۱۹۱۹ میلادی کاتالوگ ۱۸۲ سحابی فهرست شده است. در زمان انتشار نسخه پس از مرگ بارنارد در سال ۱۹۲۷ میلادی، ۳۶۹ مورد فهرست شد.